# Демонстрация на Красной площади 25 августа 1968 года

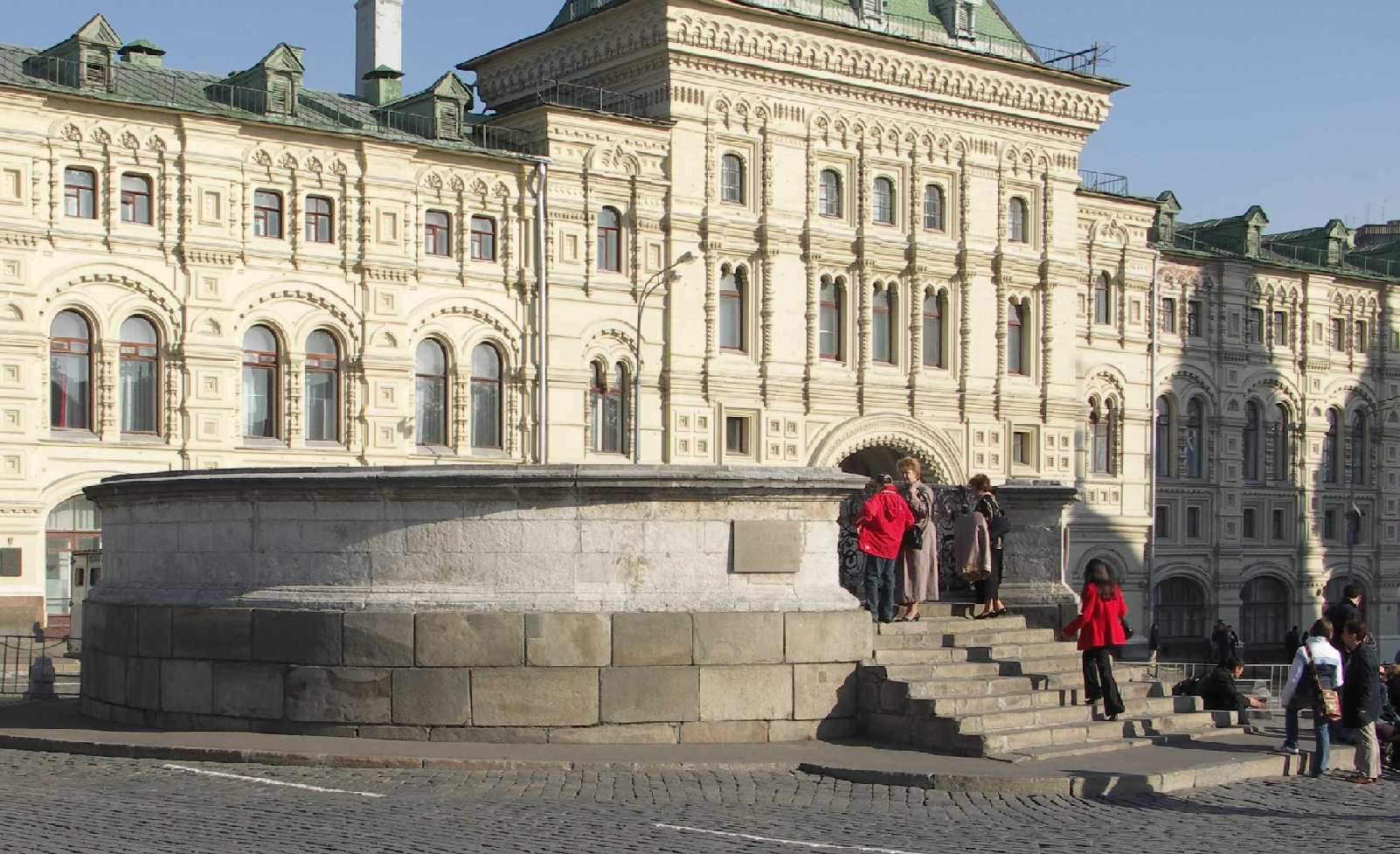
Лобное место

Демонстрация на Красной площади 25 августа 1968 года (также называется «демонстрация семерых») была проведена группой из восьми советских диссидентов на Красной площади и выражала протест против введения в Чехословакию войск СССР и других стран Варшавского договора. Войска были введены в ночь с 20 на 21 августа для пресечения общественно-политических реформ в Чехословакии, получивших название «Пражская весна». Демонстрация стала одной из наиболее значимых акций советских диссидентов.

## Лобное место
Демонстрация была сидячей и происходила у Лобного места. Восемь демонстрантов — Константин Бабицкий, Татьяна Баева, Лариса Богораз, Наталья Горбаневская, Вадим Делоне, Владимир Дремлюга, Павел Литвинов и Виктор Файнберг — ровно в 12 часов дня развернули плакаты с лозунгами «Мы теряем лучших друзей», «At’ žije svobodné a nezávislé Československo!» (Ать жийэ свободнэ а нэзавислэ Ческословенско! — «Да здравствует свободная и независимая Чехословакия!»), «Позор оккупантам!», «Руки прочь от ЧССР!», «За вашу и нашу свободу!», «Свободу Дубчеку!».
В течение нескольких минут демонстранты были арестованы патрулировавшими Красную площадь сотрудниками милиции и КГБ в штатском, избиты и доставлены в отделение милиции. Т. Баева позднее вспоминала:
12 часов. Полдень. Сели. <…> Сначала, минут 3—5, только публика окружила недоуменно. Наташа держит в вытянутой руке флажок ЧССР. Она говорит о свободе, о Чехословакии. Толпа глуха… Вдруг свисток, и от мавзолея бегут 6—7 мужчин в штатском — все показались мне высокими, лет по 26—30. Налетели с криками: „Они продались за доллары!“ Вырвали лозунги, после минутного замешательства — флажок. Один из них, с криком „Бей жидов!“, начал бить Файнберга по лицу ногами. Костя пытается прикрыть его своим телом. Кровь! Вскакиваю от ужаса. Другой колотил Павлика сумкой. Публика одобрительно смотрела, только одна женщина возмутилась: „Зачем же бить!“

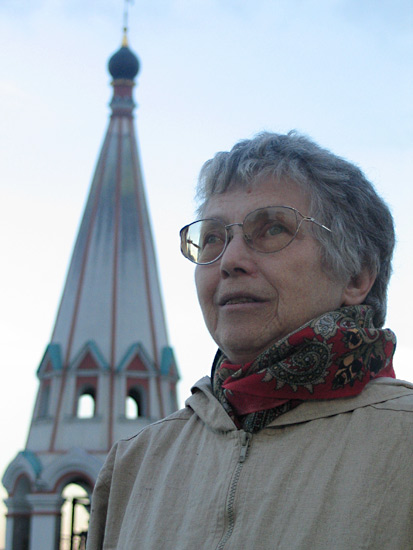
Н. Горбаневская, 2005

Во время следствия участники митинга заявили следователям, что Татьяна Баева не участвовала в акции, а просто случайно оказалась рядом. В результате Баеву освободили. Существует версия, что после ареста семь демонстрантов уговорили 21-летнюю Татьяну Баеву отказаться от дальнейшего участия в происходящем: она заявила, что находилась с демонстрантами случайно, и была отпущена (в дальнейшем продолжила диссидентскую деятельность).

## Суд и наказания
Демонстранты были отданы под суд (судья — Валентина Лубенцова). Суду не удалось установить, кто из демонстрантов держал какой плакат, и все плакаты демонстрантов были квалифицированы как клеветнические. Усилия демонстрантов и адвокатов убедить суд в отсутствии состава преступления в действиях демонстрантов оказались тщетными; современники[кто?] полагают, что приговоры по таким делам были готовы ещё до суда.
Виктор Файнберг был направлен на психиатрическую экспертизу, признан невменяемым и подвергнут принудительному лечению. У КГБ СССР возникла сложность: В. Файнбергу при задержании на Красной площади выбили все передние зубы, и демонстрация его в суде была сочтена нежелательной. Выход был найден в отправке В. Файнберга в спецпсихбольницу (такое решение могло быть вынесено судом без присутствия лица и без права обжалования в вышестоящем суде).
Экспертизу Файнберга проводила комиссия Института им. Сербского в составе Г. В. Морозова, Д. Р. Лунца и Я. Л. Ландау. В их акте № 35/с от 10 октября 1968 года намеренно не упоминалось о вводе войск в Чехословакию, давшем повод для этой демонстрации, поступок Файнберга описывался лишь как «нарушение общественного порядка на Красной площади», а его психическое состояние описывалось следующим образом:
С увлечением и большой охваченностью высказывает идеи реформаторства по отношению к учению классиков марксизма, обнаруживая при этом явно повышенную самооценку и непоколебимость в своей правоте. В то же время в его высказываниях о семье, родителях и сыне выявляется эмоциональная уплощённость… В отделении института при внешне упорядоченном поведении можно отметить беспечность, равнодушие к себе и окружающим. Он занят гимнастикой, обтиранием, чтением книг и изучением литературы на английском языке… Критика к своему состоянию и создавшейся ситуации у него явно недостаточная.
В результате Файнберг был признан невменяемым и направлен в Ленинградскую спецпсихбольницу, где находился 4 года — с января 1969 по февраль 1973 года.

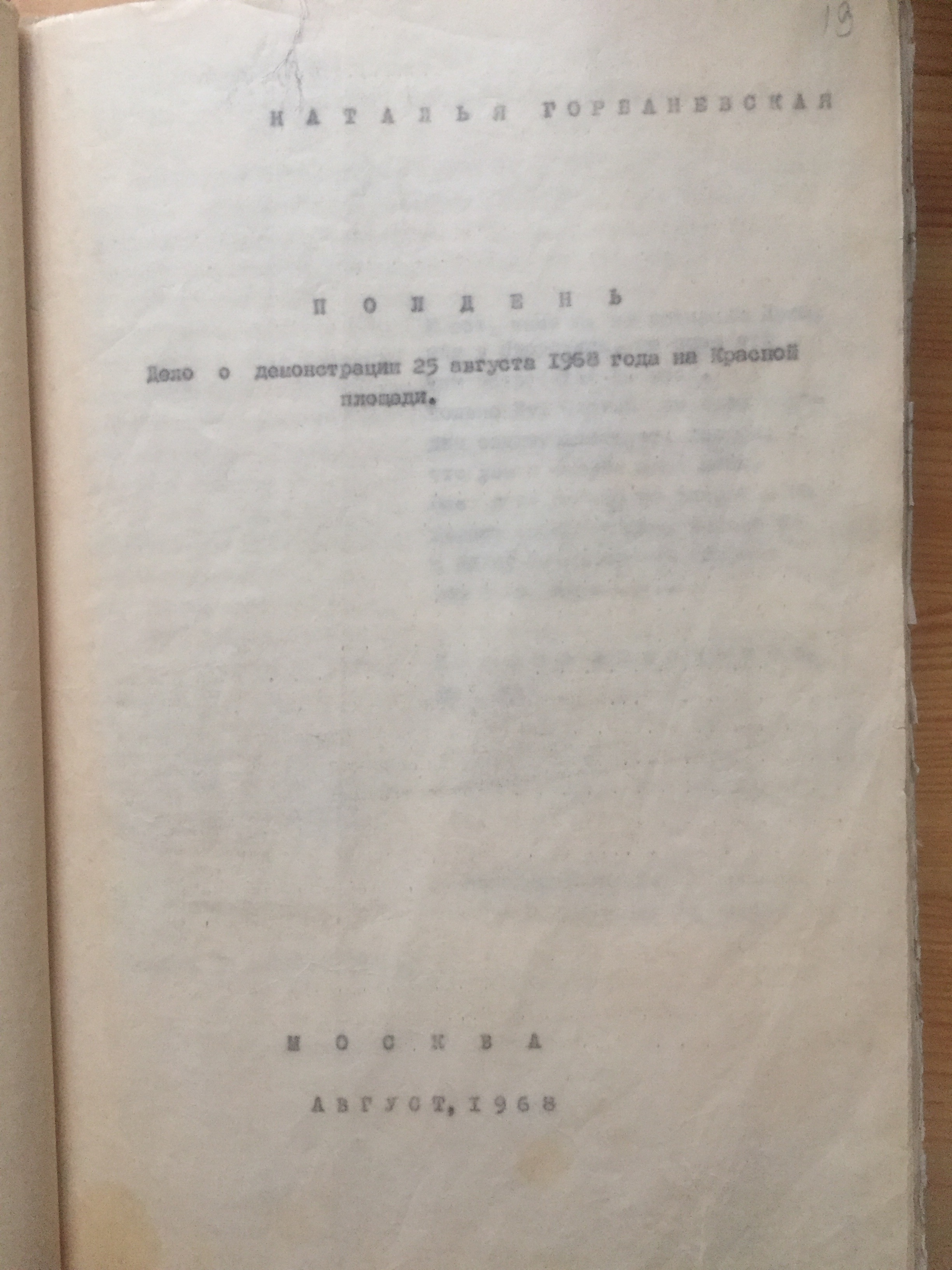
«Дело о демонстрации 25 августа 1968 года». Самиздатовская хроника за авторством Н. Е. Горбаневской

Наталья Горбаневская была признана невменяемой. Горбаневской, обвинённой по статье 190.1 УК РСФСР за демонстрацию на Красной площади против ввода советских войск в Чехословакию, был поставлен диагноз «вялотекущая шизофрения» — по заключению профессора Лунца, «не исключена возможность вялотекущей шизофрении», «должна быть признана невменяемой и помещена на принудительное лечение в психиатрическую больницу специального типа».
Остальные участники демонстрации были осуждены 9-11 октября 1968 года по статьям УК РСФСР 190-1 («распространение клеветнических измышлений, порочащих советский общественный и государственный строй») и 190-3 («групповые действия, грубо нарушающие общественный порядок»): Делоне к 2 годам и 10 месяцам лишения свободы; и Дремлюга — к трём годам, Бабицкий, Богораз и Литвинов — к различным срокам ссылки.

## Реакция на демонстрацию в СССР
В Свердловске в 1968 году была создана молодёжная организация «Свободная Россия» (ликвидирована КГБ в мае 1970 года). Один из её руководителей Виктор Пестов связывал создание организации с вводом войск в Чехословакию и с демонстрацией 25 августа 1968 года:

Дело в том, что это было всё связано с событиями в Чехословакии, и тогда шли передачи по радио, по телевидению о том, что «мы поддерживаем политику партии и правительства» (до сих пор помню). Я думаю: «Почему же все поддерживают? А вот кто против?». Ну и поскольку по радио мы услышали, что пять или семь человек вышли на площадь в Москве с протестом против вторжения, но у нас ситуация в закрытом городе другая, и я своим сказал: «У нас этого не получится. Никто даже не узнает ни о чём. Давайте лучше выпустим листовки, как бы заявим, что не все сто процентов советских людей (как тогда говорили) поддерживают политику партии и правительства, а кто-то и против». Ну и выступили как организующая сила, которая может предложить другой путь развития.

## Историческое значение
Первый президент Чешской Республики Вацлав Гавел высоко оценил поступок демонстрантов:
Граждане, протестовавшие в августе 68-го на Красной площади против оккупации Чехословакии войсками Варшавского пакта, проявили человеческую солидарность и величайшее личное мужество. Их поступок я высоко ценю и потому, что они хорошо знали, на что шли и чего можно было ждать от советской власти. Для граждан Чехословакии эти люди стали совестью Советского Союза, чьё руководство без колебаний осуществило подлое военное нападение на суверенное государство и союзника.
 В 2008 году участники демонстрации были награждены правительством Чехии.
После «Демонстрации семерых» в пражской газете «Literární listy» писали: «Семь человек на Красной площади — это, по крайней мере, семь причин, по которым мы уже никогда не сможем ненавидеть русских».

## Знаменитости, также осудившие введение войск в ЧССР
- Солженицын, Александр Исаевич (писатель)
- Твардовский, Александр Трифонович (поэт)
- Чичибабин, Борис Алексеевич (поэт)
- Галич, Александр Аркадьевич (поэт)
- Евтушенко, Евгений Александрович (поэт)
- Сахаров, Андрей Дмитриевич (академик)

## Память
Считается, что участники демонстрации Павел Литвинов, Наталья Горбаневская и Лариса Богораз воспеты Юлием Кимом в песне «Монолог пьяного генсека».
А где ты там, цензура-дура?

Ну-ка, спой, как давеча.

Эх, раз, ещё раз,

ещё много-много раз,

ещё Пашку,

и Наташку,

и Ларису Богораз!
однако на самом деле песня написана до этих событий. Наталья Горбаневская называет песню "пророческой" и пишет, что участники демонстрации вспоминали её, сидя в пятидесятом отделении милиции после задержания на Красной площади. 
- 40 лет спустя, 24 августа 2008 года, аналогичная демонстрация прошла на том же месте с одним из лозунгов 1968 года — «За вашу и нашу свободу». «Акция посвящена борьбе за гражданские права и никак не связана с событиями в Грузии», — заявил один из участников[18].
- 45 лет спустя, 25 августа 2013 года, на Красной площади под лозунгом «За вашу и нашу свободу» снова прошла демонстрация[уточнить]. Баннер с лозунгом у Лобного места развернула группа из 12 человек, в том числе участница демонстрации 25 августа 1968 года, поэтесса и правозащитница Наталья Горбаневская. Вскоре 10 человек были задержаны полицейскими, Горбаневскую полиция не тронула. С места акции вели видеорепортажи журналисты «Политвестника» и Граней.ру[19][20].
- 48 лет спустя, 25 августа 2016 года, на Красной площади под лозунгами «За вашу и нашу свободу», «Россия будет свободной», «Мы теряем лучших друзей» снова прошёл пикет. Плакаты с лозунгами у Лобного места развернула группа из 6 человек: Ирина Яценко, Виктор Капитонов, Игорь Клочков, Ольга Сонина, Алексей Дмитриев, Arthur Artigoulas. Вскоре все они были задержаны полицией и на них были составлены протоколы по 20.2 часть 5/8[21].
- 50 лет спустя, 25 августа 2018 года, на Красной площади с лозунгом «За вашу и нашу свободу» были задержаны Сергей Шаров-Делоне, Анна Красовицкая (внучка Натальи Горбаневской), Леонид Гозман. Анна Красовицкая стояла с плакатом «Свободу Сенцову»[22].